# هویت (فیلم ۲۰۰۳)
هویت (به انگلیسی: Identity) فیلم روانشناسانه، رازآلود و جنایی محصول سال ۲۰۰۳ کشور ایالت متحده آمریکا است. این فیلم از ساخته‌های جیمز منگولد کارگردان آمریکایی می‌باشد که همسرش یعنی کتی کانرد تهیه‌کنندگی آن را بر عهده داشته‌است. مایکل کانی فیلم‌نامه را نوشته‌است. در این فیلم بازیگرانی چون جان کیوساک، آماندا پیت، آلفرد مولینا، کلیا دووال و ری لیوتا به ایفای نقش پرداخته‌اند.

## خلاصه داستان
مالکوم ریورز مرد زندانی مبتلا به اختلال چند شخصیتی است که به جرم ارتکاب به چندین قتل، محکوم به اعدام است و در شب قبل از اجرای حکم به درخواست روانشناس او (مالیک) جلسه ای برای ارائه آخرین دفاعیاتش ترتیب داده می‌شود. روانشناس او سعی دارد تا به حاضران در جلسه و قضات نشان دهد که قتلهای مالکوم به‌طور ناآگاهانه و به دلیل شرایط روحی و روانی خاص او صورت گرفته‌است. آنچه که مالکوم برای حضار تعریف می‌کند ماجرای شبی بارانیست که در آن ۱۰ شخصیت داستان فیلم شامل یک بازیگر زن و راننده‌‌اش، یک پلیس و زندانی‌‌اش، یک دختر جوان، یک خانوادهٔ سه نفره (زن و مرد و یک پسر بچه ۱۰ ساله) و یک زوج جوان به دلیل شرایط بد جوی در یک مهمانسرا در حومه شهر توقف می‌کنند و به همراه صاحب مهمانسرا جمعی ۱۱ نفره را تشکیل می‌دهند. کلیه راه‌های ارتباطی مهمانسرا به دلیل شرایط بد جوی با خارج قطع شده‌است. ناگهان با کشته شدن یکی از آنان اوضاع بهم می‌ریزد. پس از مدتی کوتاه نفر بعدی هم کشته می‌شود. قاتل برای هر جسد، شمارهای می‌گذارد و این یعنی اینکه هر یک از آن‌ها می‌تواند قربانی بعدی ماجرا باشد. از اینرو یک فضای بی‌اعتمادی و رعب و وحشت در میان سایر افراد باقی‌مانده ایجاد می‌شود. فضایی که حتی مخاطب نیز آن را به روشنی لمس می‌کند. بین برخی از افرد اختلاف‌هایی جهت پیدا کردن قاتل اصلی درمی‌گیرد اما قاتل اصلی همچنان ناپیدا است. افراد باقی‌مانده یکی پس از دیگری کشته می‌شوند و سرانجام تنها کسی‌که زنده می‌ماند دختر جوان فیلم است؛ یعنی تا این لحظه سایر شخصیت‌های خطرناک منفک شده از مالکوم به قتل رسیده‌اند. دکتر مالیک با استناد به این امر، برای حاضرین در جلسه چنین استنباط می‌کند از آنجایی‌که مالکوم در حال حاضر به یک وحدت و یکپارچگی شخصیتی دست یافته و نسبت به سایر شخصیت‌های وجودی خویش بینش لازم را پیدا کرده‌است از اینرو نمی‌تواند دیگر خطری برای سایرین دربرداشته و به سطح آگاهی رسیده‌است؛ بنابراین با اعلام رأی بخشودگی از سوی قضات حاضر در جلسه، جهت انتقال و بستری شدن در یک مرکز روانپزشکی به دکتر مالیک سپرده می‌شود. اما در طول مسیر انتقال به مرکز روانپزشکی در حالیکه به نظر می‌رسد همه چیز به‌خوبی و خوشی به پایان رسیده و در ماشینی که زندانی به همراه دکترش عازم محل مذکور است ناگهان مالکوم، دستبندش را دور گردن دکتر مالیک حلقه کرده و وی را خفه می‌کند و تازه اینجاست که مخاطب متوجه می‌شود شخصیت قاتل در ذهن مالکوم همان پسربچه ۱۰ ساله است.

## نقش‌ها
این آخرین نقش بازیگری فردریک کافین قبل از مرگ او در ۳۱ ژوئیه ۲۰۰۳، در سن ۶۰ سالگی بود.

## موسیقی فیلم
ترانه ای که زندانی شروع به خواندن می‌کند در حالی که به حمام می‌رسد، "I Got Stripes" می‌باشد. ترانه‌سرای آهنگ زندان جانی کش، یک سال پس از اکران فیلم درگذشت.

## اشتباهات فیلم
- وقتی برای اولین بار به خانم سوزان اتاق داده می‌شود، مدیر می‌گوید: «اتاق شماره ۸ خوب و دنج است». و کلیدها را به او تحویل می‌دهد. وقتی او از اتاق بیرون می‌آید تا خدمات تلفن خود را بررسی کند، شماره درب اتاق ۹ است.
- هنگامی که ماین در زیر باران فرار می‌کند، اولین صحنه او را نشان می‌دهد که زنجیری به طول حدود ۲۰ اینچ به پاهایش متصل است اما در شات‌های بعدی می‌بینیم که او فرار کرده و زنجیرها ناپدید شده‌اند در حالی که او به هیچ کلیدی دسترسی نداشته‌است.
- اتومبیلی که اداره زندانهای نوادا از آن استفاده می‌کرد، پلاک آبی با حروف سفید داشت. اما در واقع این پلاک‌ها شخصی‌سازی شده توسط "Nevada DMV" هستند. در نوادا، تمام وسایل نقلیه متعلق به ایالت پلاک استاندارد مخصوص به خود را دارند و در همه آنها "EX" به عنوان دو حرف اول استفاده می‌شود.[۴]